# 워너비 포드 슈퍼모델
《워너비 포드 슈퍼모델》은 2007년에 Olive에서 방송된 프로그램으로, '포드 모델스 슈퍼모델 오브 더 월드 2007’에 참가할 한국 대표 선발과정을 담은 리얼리티 프로그램이다. 수천명의 지원자 중 1차 오디션을 거쳐 선발된 30명의 도전자는 3주간 합숙훈련을 하며 다양한 교육받으며 미션을 수행해야 한다. 한국대회에 참가할 수 있는 도전자는 총 15명이며, 본선에서 1등을 차지한 한 명은 뉴욕에서 열리는 2007 포드 슈퍼모델대회에 참여하게 된다. 나머지 입상자는 국내 모델 에이전시와 전속 계약 후 활동할 수 있는 기회가 주어진다. 강승현이 한국 대표로 선발되었으며, 2007 포드 슈퍼모델대회에서도 우승을 차지했다.